# Василець
Васи́лець — село в Україні, у Дружбівській міській громаді Шосткинського району Сумської області. Населення становить 19 осіб. До 2016 орган місцевого самоврядування — Дорошівська сільська рада.

## Географія
Село Василець знаходиться за 2 км від міста Дружба і на відстані 1 км від сіл Дорошівка і Довжик. До села примикає великий лісовий масив (дуб, сосна). Поруч проходить автомобільна дорога Т 1915.

## Історія
12 червня 2020 року, відповідно до Розпорядження Кабінету Міністрів України № 723-р «Про визначення адміністративних центрів та затвердження територій територіальних громад Сумської області» увійшло до складу Дружбівської міської громади.
19 липня 2020 року,  в результаті адміністративно-територіальної реформи та ліквідації Ямпільського району, село увійшло до Шосткинського району.